# Ákody Zsuzsa
Ákody Zsuzsa (Kapuvár, 1961. szeptember 8. –) magyar író.

## Élete
A soproni Berzsenyi Dániel Gimnáziumban érettségizett, a Budapesti Corvinus Egyetem Közigazgatás-tudományi Karán, valamint a NYME Geoinformatikai Karán szerzett diplomát. Az államigazgatásban eltöltött évek után jelenleg férjével, Dr. Szakács Imrével közös vállalkozásukban dolgozik. Csabrendek nagyközség díszpolgára. Két fia van, Ákos orvos, Dénes kémiatanár, környezetkutató.

## Munkássága
Első regénye az NKA pályázatán nyert. Ötödik, Lélekrablók című regénye az Atlantic Press Kiadó Regénypályázat nőknek országos pályázatán első díjat nyert.

## Művei
- Földanyácska gyermekei (Hét Krajcár, 1999, ISBN 963 8250 45 3)
- Láng a havon (Korona, 2001, ISBN 963 9376 17 5)
- Zazi (Hét Krajcár, 2009, ISBN 978 963 9596 33 7)
- Minden harmadik kedden (K.u.K. 2014, ISBN 978 615 5361 15 9)
- Lélekrablók (Atlantic Press, 2018, ISBN 978-615-5693-67-0)
- Egy csúnya nő (Pen-Dent, 2021, ISBN 978-615-5381-48-5)
- A Völgyben (Pen-Dent, 2022, ISBN 978-615-5381-52-2)
- A Nap Fényhegyén (Pen-Dent, 2024, ISBN 978-615-02-1816-8)